# Yuan législatif
11e Yuan législatif
Bâtiment du Yuan législatif
Le Yuan législatif (chinois : 立法院 ; pinyin : lìfǎ yuàn ; zhuyin : ㄌ〡ˋ ㄈㄚˇ ㄩㄢˋ ; litt. « Cour législative »), appelé informellement « Parlement » (國會 / 国会, guóhuì, zhuyin : ㄍㄨㄛˊ ㄏㄨㄟˋ) est l'assemblée monocamérale détenant le pouvoir législatif en république de Chine (Taïwan).
Il compte cent-treize membres élus pour quatre ans. L'actuel, élu en 2024, est le 11e Yuan législatif. Les prochaines élections sont prévues en 2028.

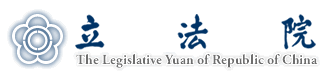
Logo du Yuan législatif.

## Système électoral
Le Yuan législatif est composé de 113 sièges pourvus pour quatre ans selon un système mixte. Sur ce total, 79 sièges sont ainsi pourvus au scrutin majoritaire, dont 73 au scrutin uninominal majoritaire à un tour dans autant de circonscriptions et six sièges au vote unique non transférable dans deux circonscriptions de trois sièges chacune, ces dernières étant réservées aux citoyens aborigènes. Les électeurs votent pour un candidat dans leur circonscription, et les trois candidats arrivés en tête sont déclarés élus.
Enfin, les 34 sièges restants sont pourvus au scrutin proportionnel plurinominal avec listes fermées et seuil électoral de 5 % dans une unique circonscription nationale. Après décomptes des voix, les sièges sont répartis entre tous les partis ayant franchi le seuil électoral, selon la méthode du plus fort reste, en appliquant le quota de Hare. Un quota de 50 % de députés de l'un ou l'autre sexe est appliqué sur les sièges ainsi élus à la proportionnelle,.
Les circonscriptions électorales sont révisées tous les dix ans par la Commission électorale centrale (CEC) pour prendre en compte les variations de population, sur la base d'un recensement effectué deux ans et deux mois avant la fin de la législature en cours. Les changements sont rendus publics vingt mois avant les élections concernées par la nouvelle répartition.